# فيدا أنيت لاثام
فيدا أنيت لاثام (بالإنجليزية: Vida Latham)‏ (1866-1958)، طبيبة أسنان وبريطانية أمريكية معروفة تشتهر بعملها في مجال النشر وأبحاثها حول أورام الفم والجراحة والتشريح.

## حياتها المبكرة والتعليم
ولدت فيدا لاثام في لانكشاير عام 1866 لوالد طبيب وكان تعليمها المبكر في كامبريدج ومانشستر حيث حصلت على درجة الماجستير من جامعة لندن في عام 1889 ونشرت أوراقًا عن تشريح الأسنان والألم في عام 1888 أثناء عملها في مكتب طبيب أسنان في لندن، ثم انتقلت بعد ذلك إلى الولايات المتحدة لأنها لم تتمكن من التدرب في المملكة المتحدة على شهادة طب الأسنان الأمريكية وحصلت على الدكتوراه في عام 1892 من جامعة ميشيغان وأصبحت أستاذة في الطب من جامعة نورث وسترن في عام 1895.

## بحثها ومهنتها
أثناء دراستها للدكتوراه كانت منكبة على دراسة تشريح الأسنان المقارن وعلم الجراثيم المرضية وكذلك أمينة للمتحف. في أثناء دراستها للحصول على درجة أستاذة في الطب كانت لاثام سكرتيرة ومحاضرة في طب الأسنان وجراحة الأسنان في نورث وسترن وفي الصيدلة. عملت جراحة فموية في مستشفى النساء والأطفال في الفترة من 1892 إلى 1897. في الوقت نفسه كانت عضوًا في كلية طب الأسنان الأمريكية رغم أنها شغلت هذا المنصب حتى عام 1898. كانت لاثام عضوًا في كلية الأطباء والجراحين في شيكاغو في عام 1902 وانضمت إلى جمعية ولاية إلينوي لطب الأسنان في عام 1918 وأصبحت عضوًا مدى الحياة.
ومن عام 1929-1931 كانت طبيبة محاضرة في مستشفى إيدجووتر في شيكاغو  حيث قضت بقية حياتها المهنية من عام 1929 محللة مجهرية وطبيبة. كانت لاثام أيضًا محررة مفعمة وشغوفة بالمجلات والكتب، بما في ذلك مجلة Medical Woman’s  وPolk Dental Dictionary   وStandard Medical Dictionary  وبحثت طوال حياتها المهنية في جراحة الفم وطب الأسنان الجراحي والتشريح العصبي للفك والأسنان وأورام الحنك وخراجات تجويف الفم وكسور الوجه والتسمم بالرصاص وصبغات الأنيلين وإعداد العينات واختبارات الدم لمرض السكري ونظام توسيع الأوعية للأسنان  وأورام لب الأسنان. قضت حياتها المهنية في الدعوة إلى منهج أكثر صرامة لطب الأسنان وللنساء في كل من طب الأسنان والطب

## تكريماتها وعضويتها المهنية
- عضو في جمعية طب الأسنان
- عضو في الجمعية الأمريكية لعلم الأحياء الدقيقة
- زميلة الجمعية الطبية الأمريكية
- عضو في جمعية طب الأسنان الأمريكية [5]
- نائبة رئيس الجمعية الأمريكية لعلم الأحياء الدقيقة -  وزيرة الصحة العامة لعام (1905)
- عضو في جمعية علم الطفيليات
- جمعية إلينوي المجهرية - سكرتيرة (1893) / رئيسة (1932)
- عضو في أكاديمية نيويورك
- نائبة رئيس نادي النساء الطبي - فرع شيكاغو  (1931) / الرئيسة (1933) [6]
- رئيسة جمعية الأسنان النسائية
- زميلة الجمعية المجهرية الملكية
- عضو في جمعية مانشستر المجهرية
- زميلة في نادي Quekett Microscopical
- عضو في جمعية فيكتوريا المجهرية
- عضو في الرابطة الدولية لطب الأسنان